# 韋爾希納 (日托米爾州)
50°8′14″N 28°47′34″E / 50.13722°N 28.79278°E
韋爾希納（烏克蘭語：Вершина），是烏克蘭的村落，位於該國北部日托米爾州，由日托米爾區負責管轄，始建於1601年，面積0.2平方公里，海拔高度233米，2001年人口37。